# Heuvels
Heuvels is een voormalig gehucht ten zuiden van Herpen in de gemeente Oss. Heuvels ligt ten oosten van de A50 en is nog steeds te herkennen in het landschap.
Het gehucht was een onderdeel van de gemeente Herpen. Vervolgens hoorde het vanaf 1941 bij de gemeente Ravenstein en vanaf 2003 bij de gemeente Oss. 
Tot in de jaren 1990 werd Heuvels ook als plaats aangeduid in topografische atlassen.